# Ринард (Айова)
Ринард (англ. Rinard) — місто (англ. city) в США, в окрузі Калгун штату Айова. Населення — 38 осіб (2020).

## Географія
Ринард розташований за координатами 42°20′23″ пн. ш. 94°29′6″ зх. д. / 42.33972° пн. ш. 94.48500° зх. д. (42.339613, -94.484930).  За даними Бюро перепису населення США в 2010 році місто мало площу 2,59 км², уся площа — суходіл.

## Демографія
Згідно з переписом 2010 року, у місті мешкали 52 особи в 24 домогосподарствах у складі 15 родин. Густота населення становила 20 осіб/км².  Було 32 помешкання (12/км²).
Расовий склад населення:
| - 100,0 % — білих |

До двох чи більше рас належало 0,0 %. Частка іспаномовних становила 0,0 % від усіх жителів.
За віковим діапазоном населення розподілялося таким чином: 23,1 % — особи молодші 18 років, 59,6 % — особи у віці 18—64 років, 17,3 % — особи у віці 65 років та старші. Медіана віку мешканця становила 46,0 року. На 100 осіб жіночої статі у місті припадало 100,0 чоловіків;  на 100 жінок у віці від 18 років та старших — 110,5 чоловіків також старших 18 років.
Середній дохід на одне домашнє господарство  становив 51 041 долар США (медіана — 48 125), а середній дохід на одну сім'ю — 85 100 доларів (медіана — 64 583). За межею бідності перебувало 7,7 % осіб, у тому числі 0,0 % дітей у віці до 18 років та 0,0 % осіб у віці 65 років та старших.
Цивільне працевлаштоване населення становило 37 осіб. Основні галузі зайнятості: освіта, охорона здоров'я та соціальна допомога — 21,6 %, оптова торгівля — 18,9 %, роздрібна торгівля — 18,9 %.